# Stjepan Lončar
Stjepan Lončar (Mostar, 1996. október 10. –)  bosnyák válogatott labdarúgó, a Lech Poznań játékosa.

## Pályafutása

### Klubcsapatokban
2003-tól a Široki Brijeg utánpótlás akadémiáján nevelkedett, majd ott mutatkozott be a felnőttek között is, 19 évesen, 2016. július 24-én az NK Vitez elleni bajnokin. 2017. szeptember 20-án, a kupában szerezte meg első gólját a felnőttek között. Két szezonon át volt a csapat játékosa, amellyel a 2016–2017-es idényben kupagyőztes lett.
2018. június 11-én hároméves szerződést írt alá a horvát HNK Rijekához. Augusztus 3-án, az Inter-Zaprešić elleni bajnokin mutatkozott be a csapatban. 2019. február 10-én, ugyancsak az Inter-Zaprešić ellen szerezte meg első gólját a csapatban. Alapembere volt a rijekai együttesnek, amelynek színeiben 2021. március 3-án játszotta 100. tétmérkőzését. 2019-ben és 2020-ban kupagyőztes volt az együttessel. 2021. július 16-án a magyar bajnok Ferencváros játékosa lett. 2022 szeptemberétől kölcsönben a belga élvonalbeli Kortrijkban folytatta a pályafutását. 2023 nyarán a kazah Asztana igazolta le. 2024 januárjában tért vissza a Ferencvároshoz, amellyel a szezon végén bajnoki címet ünnepelhetett. Összesen 12 bajnokin kapott lehetőséget a tavaszi szezonban. 2024. szeptember 6-án a lengyel élvonalbeli Lech Poznań szerződtette. A középpályás szeptemberben három meccsen 61 percnyi lehetőséget kapott a Lech Poznanban, két meccsen a kispadon ült, majd kikerült csapata mérkőzésekre nevezett keretéből.

### A válogatottban
Többszörös utánpótlás-válogatott. A felnőtt válogatottba 2018 januárjában hívták meg először, és január 31-én, Mexikó ellen mutatkozott be a nemzeti csapatban.

#### Mérkőzései a bosznia-hercegovinai válogatottban
| #   | Dátum               | Ellenfél       | Eredmény | Kiírás              | Esemény   |
| --- | ------------------- | -------------- | -------- | ------------------- | --------- |
| 1.  | 2018. január 31.    | Mexikó         | 0 – 1    | barátságos mérkőzés |           |
| 2.  | 2018. június 1.     | Dél-Korea      | 3 – 1    | barátságos mérkőzés | 85'       |
| 3.  | 2019. szeptember 5. | Liechtenstein  | 5 – 0    | Eb-selejtező        | 83'       |
| 4.  | 2019. szeptember 8. | Örményország   | 2 – 4    | Eb-selejtező        | 80' 90+5' |
| 5.  | 2020. október 8.    | Észak-Írország | 1 – 1    | Eb-pótselejtező     | 106'      |
| 6.  | 2020. október 11.   | Hollandia      | 0 – 0    | Nemzetek Ligája     | 75'       |
| 7.  | 2020. november 12.  | Irán           | 0 – 2    | barátságos mérkőzés | 72'       |
| 8.  | 2020. november 18.  | Olaszország    | 0 – 2    | Nemzetek Ligája     | 71'       |
| 9.  | 2021. március 27.   | Costa Rica     | 0 – 0    | barátságos mérkőzés |           |
| 10. | 2021. szeptember 1. | Franciaország  | 1 – 1    | Vb-selejtező        | 72'       |
| 11. | 2021. szeptember 4. | Kuvait         | 1 – 0    | barátságos mérkőzés |           |

## Statisztika

### Klubcsapatokban
2024. április 10-én frissítve.
| Klub                     | Szezon         | Bajnokság      | Bajnokság     | Bajnokság | Országos kupa | Országos kupa | Nemzetközi kupa | Nemzetközi kupa | Összesen      | Összesen |
| Klub                     | Szezon         | Bajnokság      | Pályára lépés | Gól       | Pályára lépés | Gól           | Pályára lépés   | Gól             | Pályára lépés | Gól      |
| ------------------------ | -------------- | -------------- | ------------- | --------- | ------------- | ------------- | --------------- | --------------- | ------------- | -------- |
| Široki Brijeg            | 2016–17        | Premier League | 23            | 0         | 7             | 0             | 0               | 0               | 30            | 0        |
| Široki Brijeg            | 2017–18        | Premier League | 25            | 3         | 4             | 1             | 4               | 0               | 33            | 4        |
| Široki Brijeg            | Összesen       | Összesen       | 48            | 3         | 11            | 1             | 4               | 0               | 63            | 4        |
| HNK Rijeka               | 2018–19        | 1. HNL         | 27            | 2         | 4             | 1             | 0               | 0               | 31            | 3        |
| HNK Rijeka               | 2019–20        | 1. HNL         | 31            | 4         | 5             | 1             | 4               | 1               | 40            | 6        |
| HNK Rijeka               | 2020–21        | 1. HNL         | 31            | 2         | 3             | 0             | 8               | 1               | 42            | 3        |
| HNK Rijeka               | Összesen       | Összesen       | 89            | 8         | 12            | 2             | 12              | 2               | 113           | 12       |
| Ferencváros              | 2021–22        | NB I           | 19            | 2         | 5             | 1             | 8               | 0               | 32            | 3        |
| Ferencváros              | 2022–23        | NB I           | 1             | 0         | 0             | 0             | 2               | 0               | 3             | 0        |
| Ferencváros              | Összesen       | Összesen       | 20            | 2         | 5             | 1             | 10              | 0               | 35            | 3        |
| KV Kortrijk (kölcsönben) | 2022–23        | Jupiler League | 22            | 0         | 3             | 0             | 0               | 0               | 25            | 0        |
| KV Kortrijk (kölcsönben) | Összesen       | Összesen       | 22            | 0         | 3             | 0             | 0               | 0               | 25            | 0        |
| Asztana (kölcsönben)     | 2023           | Premjer-liga   | 7             | 0         | 0             | 0             | 11              | 1               | 18            | 1        |
| Asztana (kölcsönben)     | Összesen       | Összesen       | 7             | 0         | 0             | 0             | 11              | 1               | 18            | 1        |
| Ferencváros              | 2023–24        | NB I           | 10            | 5         | 1             | 0             | 0               | 0               | 11            | 5        |
| Ferencváros              | Összesen       | Összesen       | 10            | 5         | 1             | 0             | 0               | 0               | 11            | 5        |
| Lech Poznań (kölcsönben) | 2024–25        | Ekstraklasa    | 2             | 0         | 1             | 0             | 0               | 0               | 3             | 0        |
| Karrier összes           | Karrier összes | Karrier összes | 198           | 18        | 33            | 4             | 37              | 3               | 268           | 25       |

### A válogatottban
2021. március 27-én frissítve.
| Bosznia-Hercegovina | Bosznia-Hercegovina | Bosznia-Hercegovina |
| Év                  | Mérk.               | Gólok               |
| ------------------- | ------------------- | ------------------- |
| 2018                | 2                   | 0                   |
| 2019                | 2                   | 1                   |
| 2020                | 4                   | 0                   |
| 2021                | 3                   | 0                   |
| Összesen            | 11                  | 0                   |

## Sikerei, díjai
Široki Brijeg
- Bosznia-hercegovinai kupagyőztes (1): 2016–17

 Rijeka
- Horvát Kupagyőztes (2): 2018–19, 2019–20

 Ferencváros
- Magyar bajnok (3): 2021–22,[17] 2022–23, 2023–24
- Magyar kupagyőztes (1): 2022[18]
- Magyar kupa ezüstérmes (1): 2024[19]